# Аджіадар-Ункур
Аджиадар-Ункур, або Аджидаар-Ункюр (печера Дракона) —  карстова печера в Ошській області Киргизії розташована на околицях селища Араван на південному схилі гірського масиву Туя-Муюн над Баритової печерою. Має два входи, загальна довжина печери 80 метрів, амплітуда 26 метрів. Печера є місцем проживання колоній гостровухої нічниці та великого підковоноса. У 1975 році надано статус геологічного заказника.